# 埃德·里德
埃德·里德（英語：Ed Reed，1978年9月11日—），美式足球游卫，效力于国家橄榄球联盟的巴尔的摩乌鸦队。他原先在迈阿密大学打球，2002年选秀中被乌鸦队以第一轮第24顺位选中，此后便一直在乌鸦队中效力。
里德曾八次入选明星碗，被评为2004年NFL年度防守球员，还是NFL史上最长截球回攻纪录的保持者（108码）。他被认为是目前在NFL中效力的最具统治力的安全卫之一，被誉为“球场神鹰”（ball hawk）。里德拥有遗觉记忆（eidetic memory），可以将对方球队的动向清晰地记忆在脑中，同时他拥有诱使四分卫传出被截球的能力，被认为是联盟中这一能力最强的防守球员。